# Pattonville
Pattonville (wird englisch ausgesprochen) ist eine in den 1950er Jahren durch das US-Militär im Wesentlichen auf der Gemarkung der damaligen Gemeinde Aldingen am Neckar entstandene Wohnsiedlung nördlich von Stuttgart im Landkreis Ludwigsburg in Baden-Württemberg. Nach dem Abzug des amerikanischen Militärs 1993 wurde sie in eine zivile Wohnsiedlung umgewandelt. Sie ist heute zwischen den Städten Kornwestheim und Remseck am Neckar in einen West- und einen Ostteil aufgeteilt, die jedoch gemeinsam verwaltet werden.

## Geographie

### Lage und Topographie
Pattonville liegt im südwestlichen Neckarbecken am Rand des Langen Felds, einer lössbedeckten Ebene, die geologisch zum Strohgäu zählt. Der Ort befindet sich auf einer Anhöhe, die auf älteren Karten noch als Aldinger Berg ausgewiesen ist und am höchsten Punkt etwa 291,4 m ü. NN erreicht. Der Aldinger Berg entstand vor etwa einer Million Jahren durch die Ablagerung von Neckarschotter. Er wird im Osten durch das Regental, im Südosten durch das Neckartal und im Südwesten durch das Tal des Holzbachs begrenzt. Der Aldinger Berg bildet eine lokale Wasserscheide, so dass der westliche Teil Pattonvilles über den Frauenriedbach in den Holzbach entwässert wird, während der östliche Teil über Aldingen beziehungsweise das Regental direkt in den Neckar entwässert wird.  Nach Norden wird der Aldinger Berg durch die Oßweiler Höhe überragt, auf der sich mit 309,3 m ü. NHN der höchste Punkt der Gemarkung Aldingen und damit des Remsecker Stadtgebietes befindet.

### Gliederung
Der kleinere, westliche Teil des Siedlungsgebietes von Pattonville liegt auf der Gemarkung von Kornwestheim, der östliche und etwa doppelt so große Teil auf der seit 1975 zu Remseck zählenden Gemarkung Aldingen. Infolgedessen besitzt die Siedlung zwei Stadtteile, die jeweils zu unterschiedlichen Städten, nämlich Kornwestheim und Remseck am Neckar gehören und die beide den Namen Pattonville tragen. Getrennt werden Kornwestheim-Pattonville und Remseck-Pattonville durch die John-F.-Kennedy-Allee, die zugleich die Hauptverkehrsachse durch die Siedlung darstellt.  Es existiert eine gemeinsame Verwaltung, der Zweckverband Pattonville. Diesem sitzen abwechselnd die Oberbürgermeister der beiden beteiligten Städte vor.

### Nachbarorte
Die Nachbarorte Pattonvilles sind im Uhrzeigersinn beginnend im Westen die Kornwestheimer Kernstadt, im Norden der Ludwigsburger Stadtteil Grünbühl-Sonnenberg, im Osten der Remsecker Stadtteil Aldingen sowie im Süden der Stuttgarter Stadtbezirk Mühlhausen.

## Geschichte

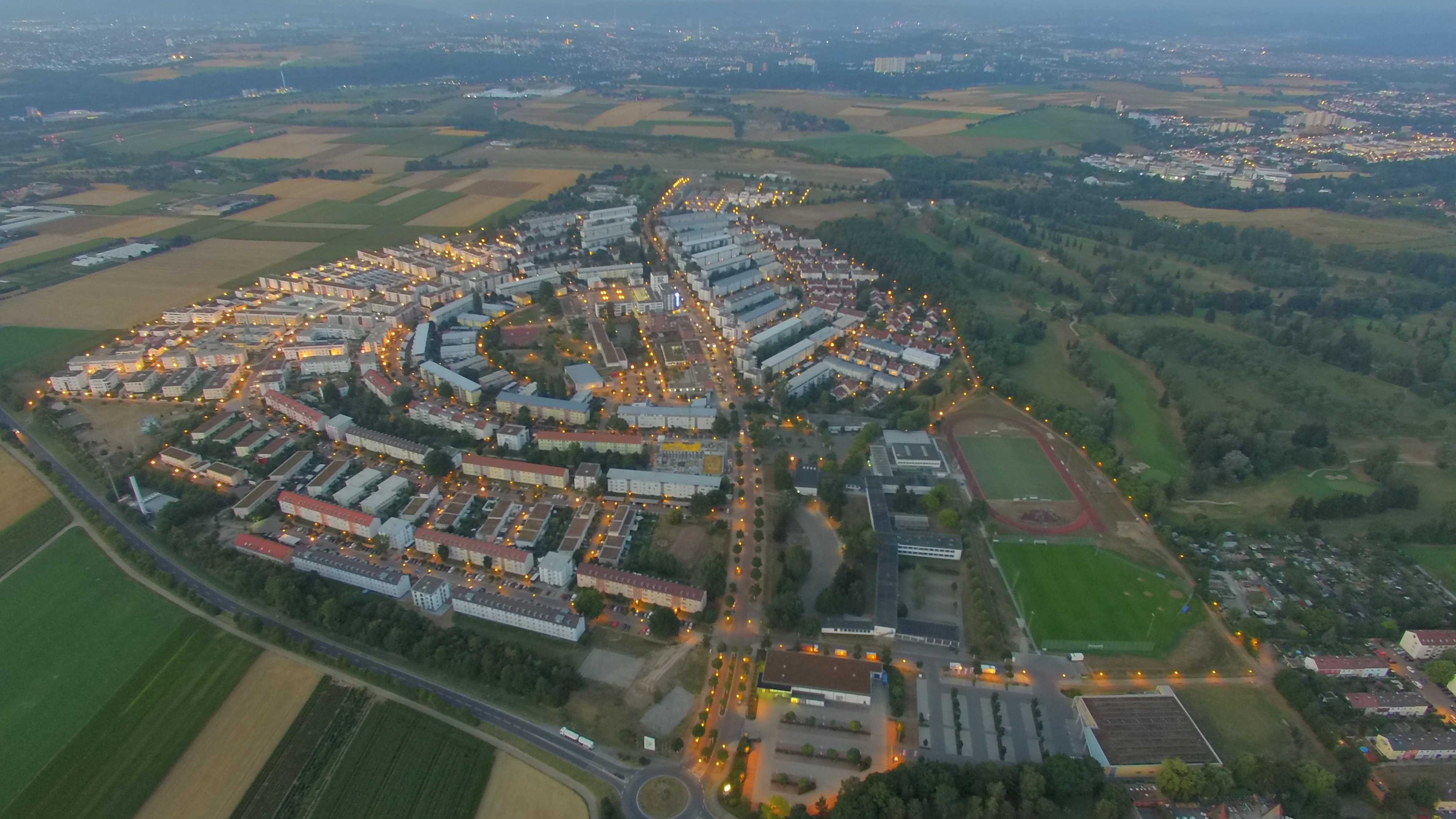
Pattonville am Morgen

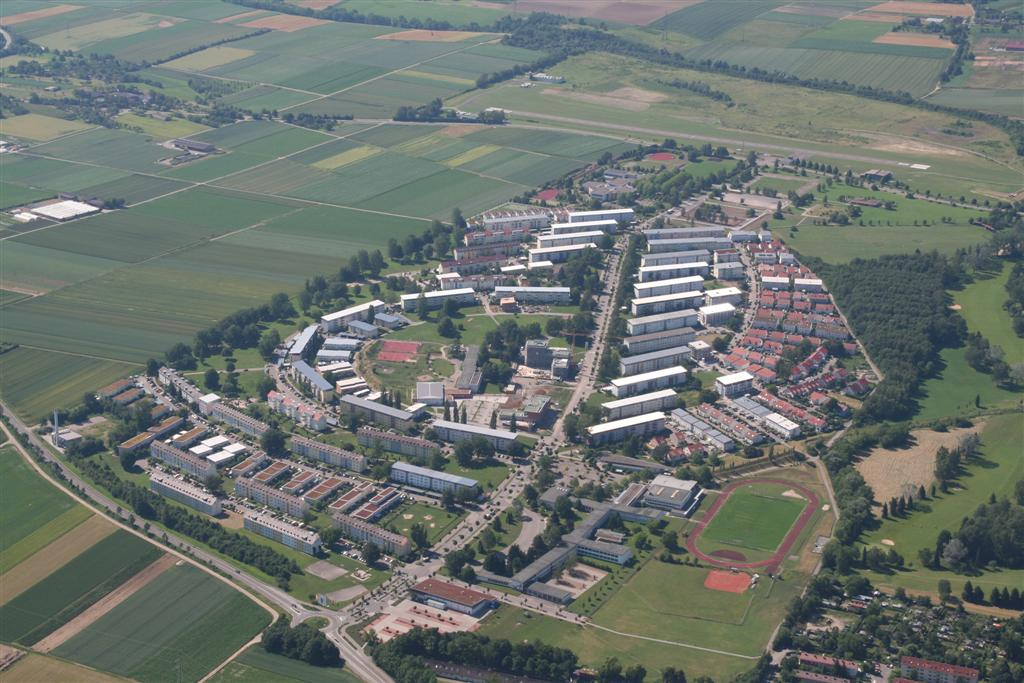
Pattonville aus der Luft; Blickrichtung Südsüdost; westlich der Durchgangsstraße (rechts) Kornwestheim, östlich davon (links) Remseck; inzwischen im Nordwesten mit Supermärkten und im Osten mit Wohnbebauung deutlich erweitert

### Vorgeschichte
Da das Lange Feld eine fruchtbare Ebene ist, wurde es bereits früh besiedelt. So gab es auch auf dem Gelände des heutigen Pattonville, speziell dem auf Aldinger Markung gelegenen östlichen Anteil, zahlreiche Funde aus römischer Zeit sowie Gräber aus der frühen Merowingerzeit.

### Gründung als US-Militärsiedlung
Pattonville wurde 1954 für rund 50 Millionen Mark als Wohnsiedlung durch die US-Armee südlich anschließend an Grünbühl errichtet. Damals befand sich der überwiegende Teil Pattonvilles sowie Teile des heutigen Ludwigsburger Stadtteils Grünbühl auf der Gemarkung der Gemeinde Aldingen am Neckar. Nur kleinere Anteile Pattonvilles lagen auf der Gemarkung von Kornwestheim. In Pattonville wurden vier Offiziersvillen und 52 Wohnblocks mit 936 Wohnungen gebaut. Der General George Smith Patton Jr. war Namenspate für die Siedlung, die bis zu 3750 Militärangehörige beherbergte.
In der Siedlung war von 1955 bis 1992 eine amerikanische Highschool ansässig. Von 1955 bis 1968 hieß diese Ludwigsburg American High School, ab 1968 Stuttgart American High School. Diese unterrichtete zu Spitzenzeiten etwa 1200 Schüler. Bekannte Schüler waren unter anderem Newt Gingrich, 98. Sprecher des Repräsentantenhauses, und Katrina Leskanich von der Musikgruppe Katrina and the Waves. Im Sommer 1993 gab die amerikanische Armee die Siedlung auf.

### Entwicklung zur zivilen Wohnsiedlung
Die zivile Entwicklung Pattonvilles wurde zunächst dadurch behindert, dass die Grenze zwischen den Gemarkungen Aldingen und Kornwestheim quer durch die bestehende Bebauung verlief. Daher erfolgte eine Neuaufteilung der Gemarkung, die durch den Zweckverband Pattonville/Sonnenbergsiedlung organisiert wurde. Der Zweckverband, damals bestehend aus den Städten Ludwigsburg, Kornwestheim und Remseck am Neckar, erwarb das gesamte Areal am 21. Dezember 1994 für 94,7 Millionen Mark. Da es sich um eine militärische Konversionsfläche handelt, beteiligt sich das Bundesland Baden-Württemberg im Rahmen seiner Städte- und Wohnungsbauförderung am Aus- und Umbau. Die Stadt Remseck als Nachfolgerin der Gemeinde Aldingen am Neckar gab Teile der Aldinger Gemarkung an Kornwestheim ab. Der westliche Teil Pattonvilles gehört seither vollständig zur Stadt Kornwestheim, der östliche nach wie vor zur Stadt Remseck bzw. deren Gemarkung Aldingen. Die Stadt Ludwigsburg gab ihrerseits Teile ihrer Gemarkungsfläche an den Remsecker Stadtteil Neckargröningen ab und erhielt zum Ausgleich von Kornwestheim deren Anteil an der Sonnenbergsiedlung. Es wurden sieben Bauabschnitte gebildet. Ziel war es, in Pattonville bis 2011 Wohnraum für rund 7500 Personen zu schaffen. Im Jahr 2016 hatte die Siedlung ca. 7300 Einwohner. Im Jahr 2015 verließ Ludwigsburg den Zweckverband, der weiterhin unter Beteiligung der Städte Remseck und Kornwestheim nun als Zweckverband Pattonville die Siedlung verwaltet.

## Religionen
Die evangelische Gemeinde Pattonvilles gehört kirchenrechtlich zur evangelischen Kirchengemeinde Kornwestheim, die katholische zur Pfarrgemeinde St. Martin in Kornwestheim. Beide Konfessionen feiern ihre Gottesdienste in der als ökumenisches Gemeindezentrum dienenden Heilig-Geist-Kirche.

## Infrastruktur

### Verkehr
Pattonville besitzt keinen direkten Anschluss an den Schienenverkehr, sondern Busverbindungen, die den Stadtteil mit den Schienennetzen in Kornwestheim, Remseck und Ludwigsburg verbinden. Allerdings gibt es Planungen, Pattonville an das Netz der Stadtbahn Stuttgart und/oder der geplanten Stadtbahn Ludwigsburg anzuschließen, bzw. die beiden Netze durch Pattonville miteinander zu verbinden.
Südlich der Siedlung verläuft die Landesstraße L 1144, die den Remsecker Stadtteil Aldingen mit Kornwestheim verbindet. An der L 1144 liegt der Flugplatz Pattonville, der von der Wehrmacht angelegt und nach dem Zweiten Weltkrieg durch die US-Armee u. a. mit Raketenstellungen ausgebaut wurde. Heute ist er als Sonderlandeplatz für die Öffentlichkeit nutzbar. Seit 2009 ist der Rettungshubschrauber Christoph 51 dort stationiert. Obwohl der Flugplatz nur über die L 1144 erreichbar ist, liegt er vollständig auf der Gemarkung von Stuttgart-Mühlhausen.

### Wirtschaft
Pattonville besitzt entlang der John-F.-Kennedy-Allee eine Infrastruktur mit mehreren Gastronomie-, Dienstleistungs- und Handwerksbetrieben, Arzt- und Zahnarztpraxen, sowie Einkaufsmöglichkeiten aus verschiedenen Branchen. Darüber hinausgehende Gewerbe- oder Industriegebiete gibt es in Pattonville nicht.

### Bildung und öffentliche Einrichtungen
In Pattonville befindet sich die Grundschule Pattonville, deren Träger die Stadt Remseck am Neckar ist. Sie befindet sich im Gebäude der ehemaligen amerikanischen Elementary School. Vor Ort stehen in Pattonville zwei weiterführende Schulen zur Verfügung. Dies sind einerseits die Realschule der Stadt Remseck am Neckar in den Gebäuden der einstigen amerikanischen Middle School und andererseits im Kornwestheimer Teil der Siedlung in den Gebäuden der einstigen amerikanischen High School die Erich-Bracher-Schule (Kaufmännische Schule, Wirtschaftsgymnasium, Berufskolleg). Sonstige weiterführende Schulen finden sich in den Nachbarorten Aldingen, Kornwestheim und Ludwigsburg. Pattonville besitzt ein Bürgerzentrum, das die Verwaltung des Zweckverbandes, ein Bürgeramt, eine Bücherei sowie einen Bürger- und Jugendtreff beheimatet. Des Weiteren existiert ein Seniorenzentrum der Kleeblatt Pflegeheime.

### Sport
Der Sportverein SV Pattonville e. V. wurde im Dezember 2002 gegründet und zählt 1507 Mitglieder (Stand Januar 2020). Neben Fußball, Selbstverteidigung, Tischtennis, Softball (Woodpeckers) und Cricket, bietet der Verein ein umfassendes Angebot an Freizeit-, Breiten- und Gesundheitssport sowohl für Erwachsene als auch für Kinder und Jugendliche an.
Der 2015 aus der ehemaligen JSG Remseck 08 e. V. heraus entstandene FC Remseck-Pattonville e. V., hatte seinen Sitz ebenfalls in Pattonville. Er sollte ursprünglich zur Kooperation Remsecker Vereine im Jugendfußball dienen, darunter der VfB Neckarrems. Nachdem, außer dem SV Pattonville, jedoch alle weiteren beteiligten Sportvereine, die Kooperation verlassen hatten, sowie nach einer kurzzeitigen Zusammenarbeit mit dem SV Salamander Kornwestheim wurde der FC Remseck-Pattonville 2022 mit dem SV Pattonville unter dessen Namen fusioniert.
Die Tischtennis-Abteilung des TV Aldingen 1898 e. V. nutzt die Sporthalle der Realschule Remseck in Pattonville als Trainings- und Wettkampfstätte.